# Viking Ocean Cruises
Viking Ocean Cruises ist eine Kreuzfahrt-Reederei und die Hochseesparte der Reederei Viking River Cruises.

## Geschichte

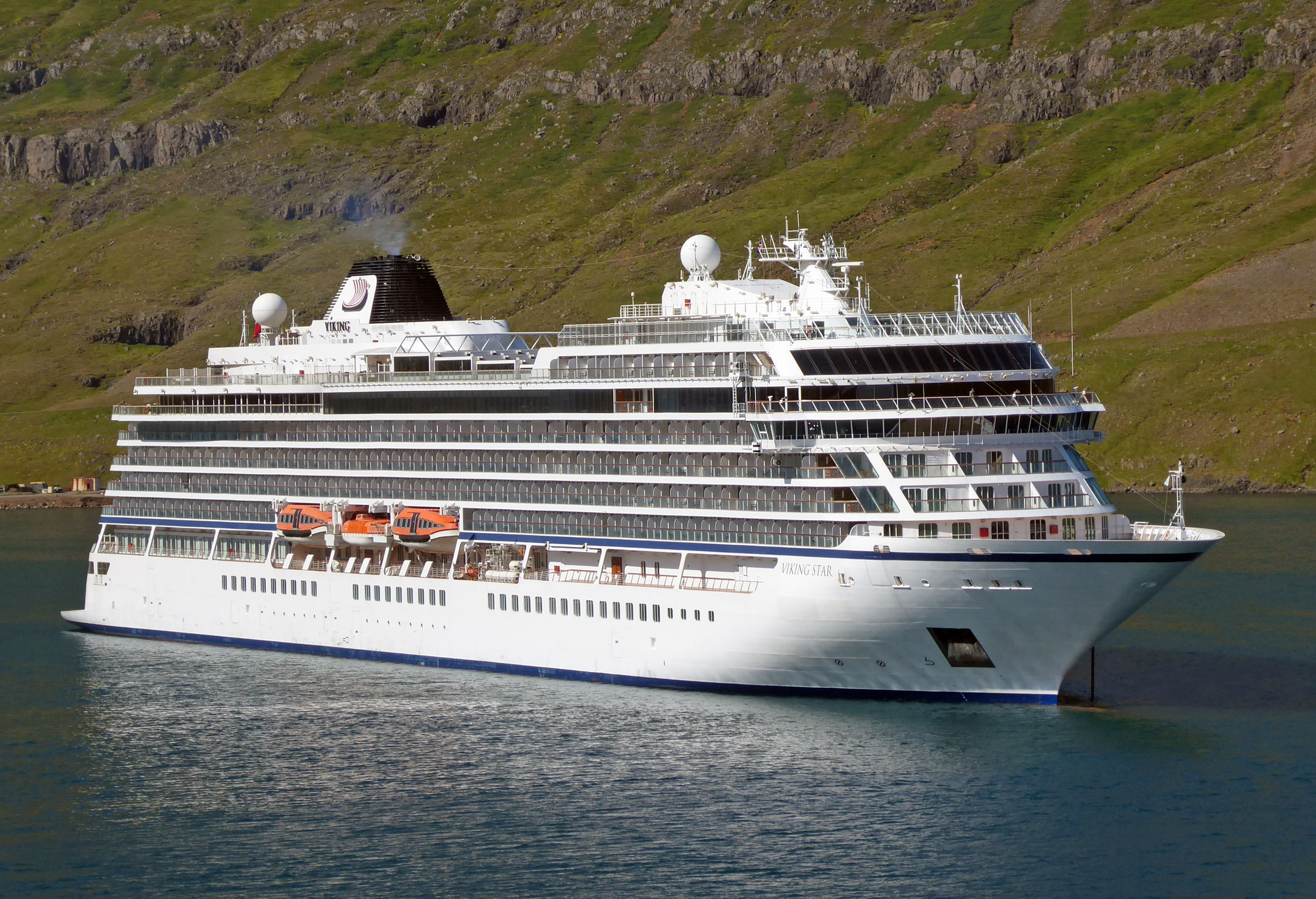
Das erste Schiff der Reederei, die Viking Star, in Seyðisfjörður (2021)

Am 21. Dezember 2011 unterschrieben Viking Ocean Cruises und STX France einen Vorvertrag über den Bau zweier Kreuzfahrtschiffe. Aufgrund von Finanzierungsproblemen seitens der Werft wurde der Vorvertrag allerdings gekündigt. Am 18. April 2012 unterschrieben Viking Ocean Cruises und Fincantieri einen Vorvertrag über den Bau zweier Schiffe. Am 12. Juli 2012 wurde der Vorvertrag schließlich in eine Festbestellung umgewandelt, die Ablieferung war für 2015 und 2016 vorgesehen. Am 4. Dezember 2012 bestellte die Reederei zwei weitere Schiffe mit Ablieferung 2016 und 2017, zwei weitere Schiffe wurden zudem optioniert. Am 28. März 2015 übernahm Viking Ocean Cruises mit der Viking Star das erste Schiff. Die Schiffe werden ausschließlich Balkonkabinen bekommen. Die Fertigstellung der Viking Sky wurde aufgrund von Bauverzögerungen auf 2017 statt Juni 2016 verschoben. Die Verspätung um acht Monate ist auf Verzögerungen beim Bau der Koningsdam von Holland-America Line zurückzuführen. Am 24. März 2016 übernahm Viking Ocean Cruises mit der Viking Sea das zweite Schiff.
Im November 2015 wurden zwei weitere Schiffe mit Ablieferung Mitte 2018 und Ende 2020 bestellt. Im April 2017 wurden zwei weitere Schiffe mit Ablieferung 2021 und 2022 unter Vorbehalt in Auftrag gegeben. Darüber hinaus existieren Optionen für zwei weitere Schiffe. Die Schiffe mit Ablieferung 2021 und 2022 wurden im Dezember 2017 fest bestellt. Die optionierten Schiffe sollen 2022 und 2023 abgeliefert werden.
Die Viking Sun wurde am 25. September 2017 übernommen und am 8. März 2018 in Shanghai getauft.
Im März 2018 wurde eine Vereinbarung über sechs weitere Schiffe mit Ablieferung zwischen 2024 und 2027 geschlossen. Damit würde die Flotte auf 16 Schiffe wachsen.
Im April 2018 wurde ein Vorvertrag über zwei Expeditionsschiffe für die neue Marke Viking Expeditions, sowie zwei Optionen mit VARD geschlossen. Die Schiffe wurden im Juli 2018 bestellt. Das erste Schiff, die Viking Octantis, wurde im Dezember 2021 abgeliefert. Das zweite, die Viking Polaris, folgte im September 2022. Ursprünglich war die Ablieferung bereits für August 2022 geplant.
Anfang April gaben Viking und die Fincantieri-Werft bekannt, dass die 2026 bzw. 2027 abzuliefernden Schiffe Viking Libra und Viking Astrea mit Wasserstoff betrieben werden sollen. Gleichzeitig wurden zwei neue Schiffe mit Ablieferung 2031 bestellt.

## Flotte
| Name            | IMO-Nr. | Baujahr        | Vermessung | Besatzung | Kabinen | Bauwerft                                        | Status/Verbleib                                  |
| Viking Star     | 9650418 | 2015           | 47.842 BRZ |           | 464     | Fincantieri, Marghera                           | in Fahrt                                         |
| Viking Sea      | 9725421 | 2016           | 47.842 BRZ |           | 464     | Fincantieri, Ancona und Marghera                | in Fahrt                                         |
| Viking Sky      | 9650420 | 2017           | 47.842 BRZ |           | 464     | Fincantieri, Ancona und Marghera                | in Fahrt                                         |
| Viking Sun      | 9725433 | 2017           | 47.842 BRZ |           | 465     | Fincantieri, Ancona                             | 2021: Zhao Shang Yi Dun, in Fahrt                |
| Viking Orion    | 9796250 | 2018           | 47.861 BRZ |           | 465     | Fincantieri, Ancona                             | in Fahrt, ursprünglich als Viking Spirit geplant |
| Viking Jupiter  | 9796262 | 2019           | 47.861 BRZ |           | 465     | Fincantieri, Ancona                             | in Fahrt                                         |
| Viking Venus    | 9833175 | 2021           | 47.842 BRZ |           | 465     | Fincantieri, Ancona                             | in Fahrt                                         |
| Viking Octantis | 9863194 | 2021           | 30.114 BRZ | 256       | 189     | VARD, Rumänien und Norwegen (Søviknes)          | in Fahrt                                         |
| Viking Polaris  | 9863209 | 2022           | 30.114 BRZ | 256       | 189     | VARD, Tulcea (Rumänien) und Søviknes (Norwegen) | in Fahrt                                         |
| Viking Mars     | 9833187 | 2022           | 47.842 BRZ | 465       | 465     | Fincantieri, Ancona                             | in Fahrt                                         |
| Viking Neptune  | 9845910 | 2022           | 47.878 BRZ | 470       |         | Fincantieri, Ancona                             | in Fahrt                                         |
| Viking Saturn   | 9845922 | 2023           | 47.842 BRZ | 470       |         | Fincantieri, Ancona                             | in Fahrt                                         |
| Viking Vela     | 9852432 | 2024           | 53.769 BRZ | 465       | 499     | Fincantieri, Ancona                             | in Fahrt, neue Schiffsklasse                     |
| Viking Vesta    | 9852444 | 2025           | 53.769 BRZ | 465       | 499     | Fincantieri, Ancona                             |                                                  |
| Viking Mira     | 9852456 | 2026 (geplant) |            |           |         | Fincantieri, Ancona                             |                                                  |
| Viking Libra    | 9852468 | 2026 (geplant) |            |           |         | Fincantieri, Ancona                             | erstes Kreuzfahrtschiff mit Wasserstoffantrieb   |
| Viking Astrea   | 9852468 | 2027 (geplant) |            |           |         | Fincantieri, Ancona                             | Wasserstoffantrieb                               |
| Viking Lyra ??  | 9852470 | 2028 (geplant) |            |           |         | Fincantieri, Ancona                             |                                                  |
| Viking Lyra ??  |         | 2028 (geplant) |            |           |         | Fincantieri, Ancona                             |                                                  |
|                 | 9852482 | 2029 (geplant) |            |           |         | Fincantieri, Ancona                             |                                                  |
|                 |         | 2029 (geplant) |            |           |         | Fincantieri, Ancona                             |                                                  |
|                 |         | 2029 (geplant) |            |           |         | Fincantieri, Ancona                             |                                                  |
|                 |         | 2030 (geplant) | 54.300 BRZ |           |         | Fincantieri, Ancona                             |                                                  |
|                 |         | 2030 (geplant) | 54.300 BRZ |           |         | Fincantieri, Ancona                             |                                                  |
|                 |         | 2031 (geplant) | 54.300 BRZ |           |         | Fincantieri, Ancona                             |                                                  |
|                 |         | 2031 (geplant) | 54.300 BRZ |           |         | Fincantieri, Ancona                             |                                                  |

## Kritik an der Informationspolitik bei Klima- und Umweltschutzmaßnahmen
Im NABU-Kreuzfahrt-Ranking 2023 wird Viking Ocean Cruises an letzter Stelle bei den Klima- und Umweltschutzmaßnahmen von Kreuzfahrtreedereien gelistet. Grund ist, das die Reederei Viking Ocean Cruises nicht auf die Anfrage des NABU antwortete.